# Marion Buisson
Marion Buisson, née le 19 février 1988 à Mende, est une athlète française, pratiquant le saut à la perche.

## Biographie

### Les années juniors
Dans sa jeunesse, Marion Buisson, fille de deux professeurs dans le monde sportif, est inscrite au club d'athlétisme de l'Éveil mendois. C'est dans ce club qu'elle débute l'athlétisme en 2003, avant de rejoindre, en 2005, Clermont-Ferrand et le Clermont athlétisme Auvergne. C'est là qu'elle se spécialise pour la discipline du saut à la perche. Le club de Clermont athlétisme est d'ailleurs celui de Marie Poissonnier, championne de France au saut à la perche en 1995.
En 2006, elle se qualifie pour les championnats du monde juniors qui se déroulent à Pékin, où elle finit à la 13e place avec un saut à 3 mètres 70. Cette année-là, elle avait fini 2e des championnats de France juniors.

### 2008 et les débuts en élite
Lors des championnats de France d'athlétisme 2008, elle décroche, un peu à la surprise générale le titre de championne de France, en devançant Vanessa Boslak, et réalise en même temps les minima pour les Jeux olympiques d'été de 2008. Lors des Jeux, elle passe une première barre à 4.00 puis 4,15 m lors de son premier essai à chaque fois. Elle échoue cependant deux fois à 4,30 m et ne se qualifie donc pas pour la finale. Elle termine ainsi 12e du tournoi olympique, remporté par Yelena Isinbayeva.

### L'entrée à l'INSEP
Début 2009, elle devient championne d'Auvergne en salle. Au mois de juin, elle annonce qu'elle quitte la structure clermontoise pour intégrer l'INSEP à la rentrée 2009. Elle est par ailleurs qualifiée pour disputer les Jeux méditerranéens 2009 à Pescara (Italie), avant d'être contrainte de déclarer forfait. Elle reste d'ailleurs blessée tout l'hiver 2009-2010. Cela ne l'empêche pas de participer aux championnats de France en salle à la fin février 2010. Elle n'a que trois entraînements à son actif sur la saison, mais réussit tout de même à être sacrée championne de France avec un saut à 4,30 m. 
Durant le mois de juin 2010, elle se blesse d'une double entorse à la cheville lors d'un saut à 4 mètres 45 au cours du meeting de Reims. Cette blessure la prive de participation aux championnats de France de Valence, et par conséquent de championnats d'Europe. En parallèle à sa carrière sportive, elle obtient le professorat d'EPS de la ville de Paris. Sa saison 2011 est elle aussi ponctuée par les blessures.
Durant l'hiver 2011-2012, elle revient peu à peu à la compétition. En février, au stadium Jean-Pellez de Clermont-Ferrand, elle décroche une médaille de bronze au championnat de France en salle.
En 2013, elle fait partie de la délégation française pour Jeux méditerranéens à Mersin (Turquie). Elle décroche une médaille de bronze avec un saut à 4,40m.

## Palmarès
élite
- Championne de France outdoor : 2008[17]
  - 2e du championnat de France outdoor : 2012[18], 2013[19], 2017[20]
- Championne de France indoor : 2010[13],[21]
  - 3e du championnat de France indoor : 2012[22]

junior
- Championne de France : 2007[23]
- 3e des Jeux méditerranéens de 2013